# 常州县文庙
常州县文庙位于中国江苏省常州市天宁区县学街工人文化宫内，始建于南宋咸淳元年（1265），原为武进文庙，清代时由武进、阳湖两县合用。
文庙布局原前庙后学，分东西两路，西路依次为棂星门、泮池、大成门、大成殿（前有东西庑）、明伦堂、□德堂和御书楼，东路依次为学门、仪门、尊经阁（前有东西斋楼，东有名宦祠，西有乡贤祠）和启圣祠（据《光绪武进阳湖县志》县学图），现存清同治六年（1867）重建之泮池、大成门和大成殿，其中大成门面阔三间，单檐硬山顶，大成殿面阔五间，单檐歇山顶，此外在大成殿与大成门之间的连廊内嵌有重修文庙的碑刻多块。